# Teressa (langue)
Le teressa est une langue parlée dans les îles Nicobar en Inde, au sud du golfe du Bengale. Ses locuteurs, au nombre de 2 080 (2001), habitent, outre l'île de Teressa, celle de Bompoka. Ils sont classés comme « Scheduled Tribe » par le gouvernement indien.

## Classification
Le teressa appartient au rameau nicobar de la branche môn-khmer des langues austroasiatiques, dans lequel il forme un sous-groupe avec le chowra.